# 世界は サマー・パーティ
「世界は サマー・パーティ」（せかいは サマー・パーティ）は、真野恵里菜のメジャー3枚目のシングル（インディーズから通算して6枚目）。2009年7月29日発売。

## 概要
初回生産限定盤A、BはDVDがついており、初回生産限定盤A、B、Cともイベント抽選シリアルナンバーカードが封入されている。通常盤はCDのみである。 
「世界はサマー・パーティ」は、2009年6月に行われた真野恵里菜デビューコンサート「プロローグ 〜乙女の祈り〜」において初披露された。ミュージック・ビデオでは、バックダンサーとしてハロプロエッグでS/mileageの和田彩花、前田憂佳、福田花音、小川紗季以上4名が出演している。
歌詞の中に、様々な国の地名や観光名所などが登場する。

## 収録曲
全作詞：三浦徳子　作曲：KAN
1. 世界は サマー・パーティ
編曲：佐々倉有吾
2. ジャスミンティー
編曲：小西貴雄
3. 世界は サマー・パーティ(Instrumental)

## 参加ミュージシャン
世界は サマー・パーティ
- プログラミング：佐々倉有吾
- エレクトリックギター：増田武史
- ピアノ：鹿島伸夫・たいせい
- トランペット：鈴木正則
- トロンボーン：鹿討奏
- サックス：竹上良成
- コーラス：新堂敦士・稲葉貴子・S/mileage[注 2]